# Síndrome de microduplicación 3q29
El síndrome de microduplicación 3q29 es una anormalidad cromosomica infrecuente en la que una pequeña parte del cromosoma 3 está duplicada, los síntomas varían entre personas, desde leves hasta graves.

## Signos y síntomas
Los síntomas y su gravedad varían entre personas con 3q29, pero los más comúnmente encontrados son: retrasos de desarrollo, microcefalia y problemas oculares, también puede haber problemas cardiacos, hipotonía, retrasos del lenguaje, craneosinostosis, paladar alto dentro de la boca, anormalidades dentales, anormalidades musculoesqueléticas, pérdida de la audición, y convulsiones frecuentes.

## Causas
Este síndrome es causado por una microduplicación del tamaño de 1.6 megabases en una región del brazo largo del cromosoma 3, más específicamente, en 3q29.

## Etiología
Esta condición exhibe un patrón de herencia autosómico dominante con penetrancia reducida, es decir, que no todas las personas que hereden este síndrome tendrán los mismos síntomas (o intensidad de los mismos).
La causa de esta condición es genética, pero no necesariamente hereditaria, ya que puede haber casos esporádicos (es decir, una nueva mutación que nunca se había presentado en una familia).
Hay una cantidad de 20 genes ubicados en el cromosoma 3q29, los cuales están involucrados en el desarrollo ocular y cerebral.

## Incidencia
Globalmente, menos de 30 casos de este síndrome han sido publicados en la literatura médica.